# Spot of Interference
| Recensione              | Giudizio |
| ----------------------- | -------- |
| AllMusic                | [ 1 ]    |
| Dizionario del Pop-Rock | [ 2 ]    |
| 24.000 dischi           | [ 3 ]    |

Spot of Interference è un album discografico di Ian Matthews, pubblicato dall'etichetta discografica Rockburgh Records nel dicembre del 1980.

## Tracce
Lato A
1. I Survived the 70's – 2:53 (Danny Wilde, Ian Ainsworth)
2. She May Call You Up Tonight – 3:25 (Michael Brown)
3. I Can't Fade Away – 4:20 (Ian Matthews, Mark Griffiths)
4. The Hurt – 3:29 (Bob Metzger, Ian Matthews, Mark Griffiths)
5. Driftwood from Disaster – 1:48 (Jules Shear)
6. Why Am I? – 3:02 (Bob Metzger, Ian Matthews, Mark Saichek)

Lato B
1. No Time at All (See How They Run) – 5:05 (Ian Matthews, Mark Griffiths)
2. For the Lonely Hunter – 4:56 (Ian Matthews, Tommy Nunes)
3. See Me – 4:32 (Bob Metzger, Ian Matthews, Mark Griffiths)
4. Civilisation – 3:40 (Richard Thompson)
5. What Do I Do? – 3:40 (Bob Metzger, Ian Matthews)

## Musicisti
- Ian Matthews - voce, chitarre
- Mark Griffiths - chitarra
- Bob Metzger - chitarra
- Wynder K - tastiere
- Dave Wintour - basso
- Robert Henrit - batteria

Note aggiuntive
- Sandy Roberton - produttore
- Barry Hammond - ingegnere delle registrazioni
- Bill Smith - copertina
- Martyn Goddard - fotografie[6]